# PPG Z - Superchicche alla riscossa
PPG Z - Superchicche alla riscossa (出ましたっ!パワパフガールズZ?, Demashita! Pawapafu Gāruzu Zetto) è una serie televisiva anime trasmessa su Cartoon Network e ispirata alla serie statunitense Le Superchicche di Hanna-Barbera.
L'anime è stato prodotto in 52 episodi da Cartoon Network Studios, TV Tokyo ed Aniplex e animato dalla Toei Animation. Poiché la produzione è avvenuta totalmente in Giappone, Craig McCracken, il creatore della serie originale, non è stato direttamente coinvolto nel progetto. Contemporaneamente alla serie animata, è stata pubblicata sulla rivista Ribon una trasposizione in manga. In Italia l'anime è stato trasmesso su Cartoon Network nel 2008; le voci dei personaggi dell'edizione italiana sono le stesse utilizzate per doppiare i personaggi della serie originale statunitense.

## Trama
Un enorme iceberg minaccia Tokyo: il professor Utonium e suo figlio creano il Chemical Z, un derivato del Chemical X, per tentare di distruggerlo. Purtroppo l'esperimento ha un effetto collaterale, e scatena una tempesta di raggi bianchi e neri sopra la città. I raggi bianchi colpiscono Lolly, Dolly e Molly, tre ragazze che vengono trasformate in tre supereroine dai poteri incredibili, così che possano sventare i piani del malvagio scienziato Mojo Jojo. La gente colpita dai raggi neri subisce un cambiamento in negativo della personalità, trasformandosi in mostri e scatenando i loro istinti maligni. Da quel momento le tre ragazze devono difendere la città di Tokyo da questi esseri, trasformandosi in supereroine quando occorre. Diventano inoltre grandi amiche e mantengono il segreto della loro doppia identità.

## Personaggi

### Personaggi principali
- Lolly / Hyper Blossom (in originale Momoko Akatsutsumi): capelli lunghi e arancioni, occhi e vestito rosa. Vuole essere a tutti i costi la leader del gruppo. Adora esageratamente i dolci, i fumetti e i film. Dopo la trasformazione diventa Hyper Blossom e ha come arma uno yo-yo. Doppiata da Monica Ward.
- Dolly / Rolling Bubbles (in originale Miyako Gotokuji): capelli ricci e gialli, occhi e vestito azzurri. Viene corteggiata da molti ragazzi, le piace molto fare shopping e adora gli animali, con i quali può parlare. Quando si trasforma diventa Rolling Bubbles e ha come arma una bacchetta per fare le bolle di sapone. Doppiata da Perla Liberatori.
- Molly / Powered Buttercup (in originale Kaoru Matsubara): capelli corti e neri, occhi e vestito verdi. È un vero maschiaccio ed è bravissima negli sport. Pratica il ciclismo. Suo padre è un lottatore di wrestling. All'inizio non voleva diventare assolutamente una supereroina perché avrebbe dovuto indossare una gonna. Quando si trasforma diventa Powered Buttercup e ha un martello come arma principale, che sembra un po' quella di Amy Rose. Doppiata da Monica Bertolotti.
- Professor Utonium: è lo scienziato che ha modificato il Chemical X in Chemical Z. Doppiato da Saverio Indrio.
- Ken Utonium: è il figlio del professor Utonium (mai apparso nella serie originale). Nell'anime è la causa della creazione delle eroine. Doppiato da Barbara Pitotti.
- Pucci (in originale Peach): era un cane robot prima di essere colpito dai raggi Z. Ora ha una vita sua e può esprimere emozioni come una persona e parlare il linguaggio umano. All'inizio provocava la trasformazione delle tre eroine. Doppiato da Monica Vulcano.
- Annie / Seducella (in originale Sakurako Kintoki): Timida e insicura ragazzina, amica di Miyako, Momoko e Kaoru che, dopo essere stata colpita da un raggio nero del Chemical Z acquisirà la capacità di diventare Seducella. Dopo essere stata sconfitta dalle Superchicche, Seducella morì e tornò ad essere Annie.

### Antagonisti
- Lui: è l'antagonista principale della serie, è un demone risvegliato dal Chemical Z, divenendo l'ultimo potentissimo avversario della serie. Doppiato da Luigi Ferraro.
- Mojo Jojo:  è l'antagonista secondario della serie, e arcinemico più ricorrente delle Superchicche, in principio era una scimmia dello zoo, viene trasformato da un raggio nero del Chemical Z. Mojo Jojo scende sempre in battaglia sempre in forme diverse col suo Robo Jo-jo, ma finisce sempre sconfitto dalle tre eroine. Doppiato da Fabrizio Temperini.
- Principessa Morbucks (nella versione italiana solo Principessa): è prepotente e viziata, e vuole essere adorata da tutti. Ha anche provato a corrompere la gente per essere più ammirata, ma fallisce. Doppiata da Domitilla D'Amico.
- I Supercocchi: (Lino, Dino, Mino) sono dei teppistelli creati da Mojo Jojo. Doppiati da Daniele Raffaeli (Lino), Manuel Meli (Dino) e Gianluca Crisafi (Mino).
- Bebo Bestione: qualsiasi cosa tocchi con la sua mano, la vuole per sé. Non si separa mai dal suo banjo ed è innamorato di Miss Bellum. Doppiato da Paolo Marchese.
- Zaffiro: è il gatto della principessa, più intelligente di lei. Abbandonerà l'alleanza con la Principessa a causa di un tradimento.
- Ameba Boys: (Capo, Poncho, Violet) Sono piuttosto imbranati anche se credono di essere i peggiori nemici della città. Doppiati da Emidio La Vella (Capo), Fabrizio Vidale (Poncho) e Roberta Greganti (Violet).
- La banda dei Verdastri: composta da Asso, Big-Billy, Edera, Arturo e Lombrico. Doppiati da Pino Ammendola (Asso), Giorgio Locuratolo (Big Billy), Rachele Paolelli (Edera) e Barbara Pitotti (Arturo).

### Personaggi secondari
- Sindaco: è il sindaco di Tokyo (New Townsville, nella versione in inglese). Doppiato da Ambrogio Colombo.
- Miss Sarah Bellum: è l'assistente del sindaco nonché la donna più attraente della serie. Nel passaggio all'anime il vestito diventa bianco e lei bionda, invece nell'originale Le Superchicche il vestito è rosso come i capelli. Doppiata da Laura Nicolò.
- Direttore: il direttore della scuola, fratello del sindaco. È completamente calvo e porta baffi e sopracciglia molto folti per non farlo notare. Doppiato da Pierluigi Astore.
- Professoressa Kean: è la professoressa delle tre ragazze (così come nella serie originale) e si arrabbia spesso per le scuse inventate delle sue alunne visto che è all'oscuro del fatto che siano supereroine, ma vuole bene a Momoko, Miyako e Kaoru. Doppiata da Giorgia Marinelli.

## Differenze con la serie originale
- Le Superchicche non vengono create da Utonium, il professore dà loro solamente i poteri.
- Si trasformano.
- Hanno 13 anni invece di 5.
- Non attaccano con metodi fisici, ma solo con le loro armi.
- Non sono sorelle.
- Vivono a Tokyo e non a Townsville, mentre nella versione in inglese la prima città è stata rinominata New Townsville.
- Ken e Pucci non esistono nella serie originale (sebbene quest'ultimo sia considerato la versione anime del Cane parlante della serie originale).
- Il sindaco è alto e meno infantile, e ha un fratello che è il preside della scuola delle Superchicche.
- La signorina Bellum ha i capelli biondi e un vestito bianco.
- Mojo Jojo non è stato creato da Utonium e viveva in uno zoo prima di venir trasformato, per poi trasferirsi in una casa vecchia e malridotta anziché in un laboratorio su un vulcano.
- Momoko, a differenza della serie originale, non ha una spiccata intelligenza e maturità.
- Momoko ha una sorella di nome Kuriko (molti fans sostengono che Kuriko sia la versione anime dello scoiattolo Pallottola della serie originale).
- La principessa Morbucks ha una sorella di nome Miko Shirogane.
- Seducella è una ragazza di nome Annie (Sakurako Kintoki, nella versione originale giapponese).
- Kaoru ha due fratelli.
- Gli Amoeba Boys sono due maschi e una femmina e non tre maschi come nella serie originale.
- Mojo Jojo è più comico e meno pericoloso rispetto alla serie originale.
- Lui è vestito come un giullare anziché con un ambiguo look uomo-donna.
- I Verdastri conducono un'insolita vita familiare con i loro rispettivi parenti mentre la controparte di Arturo è di sesso femminile a differenza della serie originale dove tutti i membri sono di sesso maschile (tuttavia nella versione in inglese è la controparte di Serpente ad essere stata resa femmina, mentre Arturo è di nuovo maschio).
- Il Narratore non è presente a differenza della serie originale.
- Le Superchicche mantengono segreta la loro identità di supereroine a differenza della serie originale dove tutti quanti sanno benissimo chi sono.

## Episodi
| Nº | Titolo italiano Giapponese 「Kanji」 - Rōmaji | In onda           | In onda |
| Nº | Titolo italiano Giapponese 「Kanji」 - Rōmaji | Giapponese        |         |
| 1  | Missione salvataggio / Il segreto delle Superchicche 「ガールズ、参上！ / ガールズ、誕生！」 - ga-ruzu, sanjō! / ga-ruzu, tanjō!                                                       | 1º luglio 2006    |         |
| 2  | Dolly saltellante 「ほんわかバブルス！ その１/ほんわかバブルス！ その２」 - honwaka baburusu sono 1 / honwaka baburusu sono 2                                                          | 8 luglio 2006     |         |
| 3  | E da allora siamo in tre 「ガールズ、結集! その1 / ガールズ、結集! その2」 - gaaruzu kesshū sono 1 / gaaruzu kesshū sono 2                                                             | 15 luglio 2006    |         |
| 4  | Tutto in famiglia 「ガールズ、家族の絆 / ガールズ、家族の絆」 - Girls, kazoku no kizuna sono 1 / Girls, kazoku no kizuna sono 2                                                        | 22 luglio 2006    |         |
| 5  | La vendetta di Mojo Jojo / Scalando le mura 「モジョの復讐だモジョ! / 展望タワー・クラッシュ!」 - Mojo no fukushū da Mojo! / Tenbō tower crash!                                        | 29 luglio 2006    |         |
| 6  | Bebo Bestione / Principessa Morbucks 「ファジー・ラムキンス! / 姫子なプリンセス!」 - Fuzzy Lumpkins! / Himeko na princess!                                                             | 5 agosto 2006     |         |
| 7  | Sindaco per un giorno / Gli infami Ameba Boys 「かなえ! ももこの恋 / 極悪トリオ? アメーバボーイズ!」 - Kanae! Momoko no koi / Gokuaku trio? Amoeba boys!                               | 12 agosto 2006    |         |
| 8  | Seducella 「魅惑の乙女! セデューサ その1 / 魅惑の乙女! セデューサ その2」 - Miwaku no otome! Sedusa sono 1 / Miwaku no otome! Sedusa sono 2                                            | 19 agosto 2006    |         |
| 9  | Molly allenatrice / Bebo innamorato 「コーチかおるの特訓サッカー！ / 恋するファジー!」 - Coach Kaoru no tokkun soccer! / Koi suru Fuzzy!                                               | 26 agosto 2006    |         |
| 10 | Gigi il grande 「カリスマ美容師モンスター！その１ / カリスマ美容師モンスター！その２」 - Charisma biyōshi monster! sono 1 / Charisma biyōshi monster! sono 2                           | 2 settembre 2006  |         |
| 11 | I soldi non comprano tutto / Buon compleanno Townsville 「宇宙までプリンセス! / ケーキ泥棒を追え!」 - Uchū made Princess! / Cake dorobō wo oe!                                         | 9 settembre 2006  |         |
| 12 | Dolly nei guai 「初恋のシャボン玉 その１ / 初恋のシャボン玉 その2」 - Hatsukoi no shabon dama sono 1 / Hatsukoi no shabon dama sono 2                                                  | 16 settembre 2006 |         |
| 13 | Mojo Jojo e gli Ameba Boys / La vendetta di Negatron 「モジョに弟子入り！アメーバーボーイズ / カメラモンスターの逆襲！」 - Mojo ni deshiiri! Amoeba Boys / Camera monster no gyakushū! | 23 settembre 2006 |         |
| 14 | L'attacco della banda dei Verdastri 「ギャングリーンギャング！ その１ / ギャングリーンギャング！ その2」 - Gangreen Gang! sono 1 / Gangreen Gang! sono 2                               | 30 settembre 2006 |         |
| 15 | Moda in azione / La via dello spaghetto 「狙われたファッションショー! / 男！ラーメンモンスター!」 - Nerawareta fashion show! / Otoko! Ramen monster!                                   | 7 ottobre 2006    |         |
| 16 | Insonnia a New Townsville 「哀れ！プリンセスの秘密 その１ / 哀れ！プリンセスの秘密 その2」 - Aware! Princess no himitsu sono 1 / Aware! Princess no himitsu sono 2                     | 14 ottobre 2006   |         |
| 17 | La foto perfetta / La vendetta di Digitron 「シャッターチャンスを逃すな！ / 兄弟愛！電波モンスター」 - Shutter chance wo nigasuna! / Kyōdaiai! Denba monster                           | 21 ottobre 2006   |         |
| 18 | La lega del male 「モンスター・タッグバトル! その１ / モンスター・タッグバトル! その2」 - Monster tag battle! sono 1 / Monster tag battle! sono 2                                      | 28 ottobre 2006   |         |
| 19 | Esercitarsi genera un pandemonio / Signorina Keane al salvataggio 「哀しきピアノレッスン! / 最強!キーン先生」 - Kanashiki piano lesson! / Saikyō! Keane-sensei                         | 4 novembre 2006   |         |
| 20 | I Supercocchi 「ラウデイアフボーイズ その１ / ラウデイアフボーイズ その2」 - Rowdyruff Boys sono 1 / Rowdyruff Boys sono 2                                                             | 11 novembre 2006  |         |
| 21 | Mister Quack, papero gigante 「プヨプヨアヒルのモンスター! / 嫌われ野菜の大脱出！」 - Puyo puyo ahiru no monster! / Kiraware yasai no dai dasshutsu!                                   | 18 novembre 2006  |         |
| 22 | 「最凶最悪のカレ! その1 / 最凶最悪のカレ! その2」 - Saikyō saiaku no Kare! sono 1 / Saikyō saiaku no Kare! sono 2                                                                      | 25 novembre 2006  |         |
| 23 | 「歌舞伎モンスター、恋の道！ / 昆虫王は誰だ！」 - Kabuki monster, ai no michi! / Konchū ō wa dare da!                                                                                  | 1º dicembre 2006  |         |
| 24 | Ken in difficoltà è sempre un amico 「ケンの友達探し ! その1 / ケンの友達探し ! その2」 - Ken no tomodachi sagashi! sono 1 / Ken no tomodachi sagashi! sono 2                          | 7 dicembre 2006   |         |
| 25 | 「イタズラ文房具！/ 花・はな・ハナ！」 - Itazura bunbōgu! / Hana hana hana! | 14 dicembre 2006  |         |
| 26 | Il regalo di Natale di Ken 「サンタさんを守れ! その1 / サンタさんを守れ! その2」 - Santa-san wo sukue! sono 1 / Santa-san wo sukue! sono 2                                             | 21 dicembre 2006  |         |
| 27 | 「握って食べて！寿司モンスター！/ ピーチとサファイア！」 - Nigette tabete! Sushi monster! / Peach to Sapphire!                                                                         | 6 gennaio 2007    |         |
| 28 | 「レディース・タッグバトル! その１ / レディース・タッグバトル! その2」 - Ladies・Tag battle! sono 1 / Ladies・Tag battle! sono 2                                                       | 13 gennaio 2007   |         |
| 29 | 「歯医者さんへ行こう！/ サタデー・パワパフ・フィーバー」 - Haisha-san he ikō! / Saturday・Powerpuff・Fever                                                                             | 20 gennaio 2007   |         |
| 30 | 「ガールズとカレ! その１ / ガールズとカレ! その2」 - Girls to Kare! sono 1 / Girls to Kare! sono 2                                                                                     | 27 gennaio 2007   |         |
| 31 | 「フン太のコロガシ魂 / セデューサの恋は駆け引き!?」 - Funta no korogashi tamashii / Sedusa no ai wa kakehiki!?                                                                         | 3 febbraio 2007   |         |
| 32 | 「ももこに首ったけ! その1 / ももこに首ったけ! その2」 - Momoko ni kubittake! sono 1 / Momoko ni kubittake! sono 2                                                                      | 10 febbraio 2007  |         |
| 33 | 「ももこの家出とナポリタン! / キーンの同情、モジョの愛情!」 - Momoko no iede to neapolitan! / Keane no dōjō, Mojo no aijō!                                                             | 17 febbraio 2007  |         |
| 34 | 「お化けが住む家!? その1 / お化けが住む家!? その2」 - Obake ga sumu ie!? sono 1 / Obake ga sumu ie!? sono 2                                                                            | 24 febbraio 2007  |         |
| 35 | 「オレたちゃ雑草じゃない! / モンスター、憐れみの令!」 - Oretacha zassō shanai! / Monster, awaremi no rei!                                                                              | 3 marzo 2007      |         |
| 36 | 「パワパフガールズＺ、解散!? その１ / パワパフガールズＺ、解散!? その2」 - Powerpuff Girls Z, kaisan!? sono 1 / Powerpuff Girls Z, kaisan!? sono 2                                     | 10 marzo 2007     |         |
| 37 | 「飛び出すマンガのモンスター! / ガールズ、休業!」 - Tobidasu no manga monster! / Girls, kyūgyō!                                                                                        | 17 marzo 2007     |         |
| 38 | 「ふたりはトリマキーズ！その１/ ふたりはトリマキーズ！その2」 - Futari wa torima kiizu! sono 1 / Futari wa torima kiizu! sono 2                                                        | 24 marzo 2007     |         |
| 39 | 「小さなケンの大きなお願い! / ガールズ、飛行禁止令!」 - Chiisana Ken no daikina onegai! / Girls, hikō kinshi rei                                                                       | 31 marzo 2007     |         |
| 40 | 「ガールズとテレビとプレゼント!? その1 / ガールズとテレビとプレゼント!? その2」 - Girls to TV to present!? sono 1 / Girls to TV to present!? sono 2                                    | 7 aprile 2007     |         |
| 41 | 「出ましたっ! シロガネーZ / ガールズ、転身!」 - Demashitaa! Shirogane Z / Girls, tenshin!                                                                                              | 14 aprile 2007    |         |
| 42 | 「パワパフ・ラウディ・ボーイズ！その1 / パワパフ・ラウディ・ボーイズ！その2」 - Powerpuff・Rowdy・Boys! sono 1 / Powerpuff・Rowdy・Boys! sono 2                                        | 21 aprile 2007    |         |
| 43 | 「さらわれた博士たちを救え! / ウソつきももこの災難!」 - Sarawareta Hakase-tachi wo sukue! / Usotsuki Momoko no sainan!                                                                 | 28 aprile 2007    |         |
| 44 | 「かおるは上腕二頭筋がお好き！その1 / かおるは上腕二頭筋がお好き！その2」 - Kaoru wa jōwan nitōkin osuki! sono 1 / Kaoru wa jōwan nitōkin osuki! sono 2                                | 5 maggio 2007     |         |
| 45 | 「ももことカエル王子様 / セデューサが消える日！？」 - Momoko to kaeru ōjisama / Sedusa ga kieru hi!?                                                                                   | 12 maggio 2007    |         |
| 46 | 「絶体絶命！ガールズvsカレ！その1 / 絶体絶命！ガールズvsカレ！その2」 - Zettaizetsumei! Girls vs Kare! sono 1 / Zettaizetsumei! Girls vs Kare! sono 2                                  | 19 maggio 2007    |         |
| 47 | 「旅は道ずれ、モジョとキーン！/ いきなり登場！ パワパフキッズ！」 - Tabi wa michizure, Mojo to Keane! / Ikinari tōjō! Powerpuff kids!                                                  | 26 maggio 2007    |         |
| 48 | 「シャボン・フリーダムの奇跡 その1 / シャボン・フリーダムの奇跡 その2」 - Shabon・freedom no kiseki sono 1 / Shabon・freedom no kiseki sono 2                                          | 2 giugno 2007     |         |
| 49 | 「一撃必殺！？ラブラブビーム！/ モジョのナースな一日！」 - Ichigeki hissatsu!? Love love beam! / Mojo no nurse naa hi!                                                                 | 9 giugno 2007     |         |
| 50 | 「打倒ガールズ協同組合！その1 / 打倒ガールズ協同組合！その2」 - Datō girls kyōdō kumiai! sono 1 / Datō girls kyōdō kumiai! sono 2                                                      | 16 giugno 2007    |         |
| 51 | 「ガールズ、時空を超えて！その1 / ガールズ、時空を超えて！その2」 - Girls, jikū wo koete! sono 1 / Girls, jikū wo koete! sono 2                                                        | 23 giugno 2007    |         |
| 52 | 「ガールズ、最後の戦い！その1 / ガールズ、最後の戦い！その2」 - Girls, saigo no tatakai! sono 1 / Girls, saigo no tatakai! sono 2                                                      | 30 giugno 2007    |         |